# 結婚五十三次
『結婚五十三次』（けっこんごじゅうさんつぎ）は、1933年に日本で公開されたサイレント映画。大都映画製作。

## スタッフ
- 監督：吉村操
- 脚本：山本三八
- 原作：大井利与
- 撮影：石川東橘

## キャスト
- 甲賀計二
- 大岡怪童
- 久野あかね
- 橘喜久子
- 北見礼子
- 春水麗子